# Angelo Armella
Angelo Armella (Novi Ligure, 25 ottobre 1924 – Novi Ligure, 4 marzo 2003) è stato un politico italiano, eletto nella VII e VIII legislatura della Repubblica Italiana alla Camera dei deputati con la Democrazia Cristiana.

## Biografia
Prese parte alla Resistenza italiana durante la seconda guerra mondiale. Al termine del conflitto partecipò attivamente alla vita politica del suo partito, venendo eletto consigliere comunale della sua città natale, successivamente consigliere regionale e presidente della provincia di Alessandria (1967-1970).